# 静岡駅

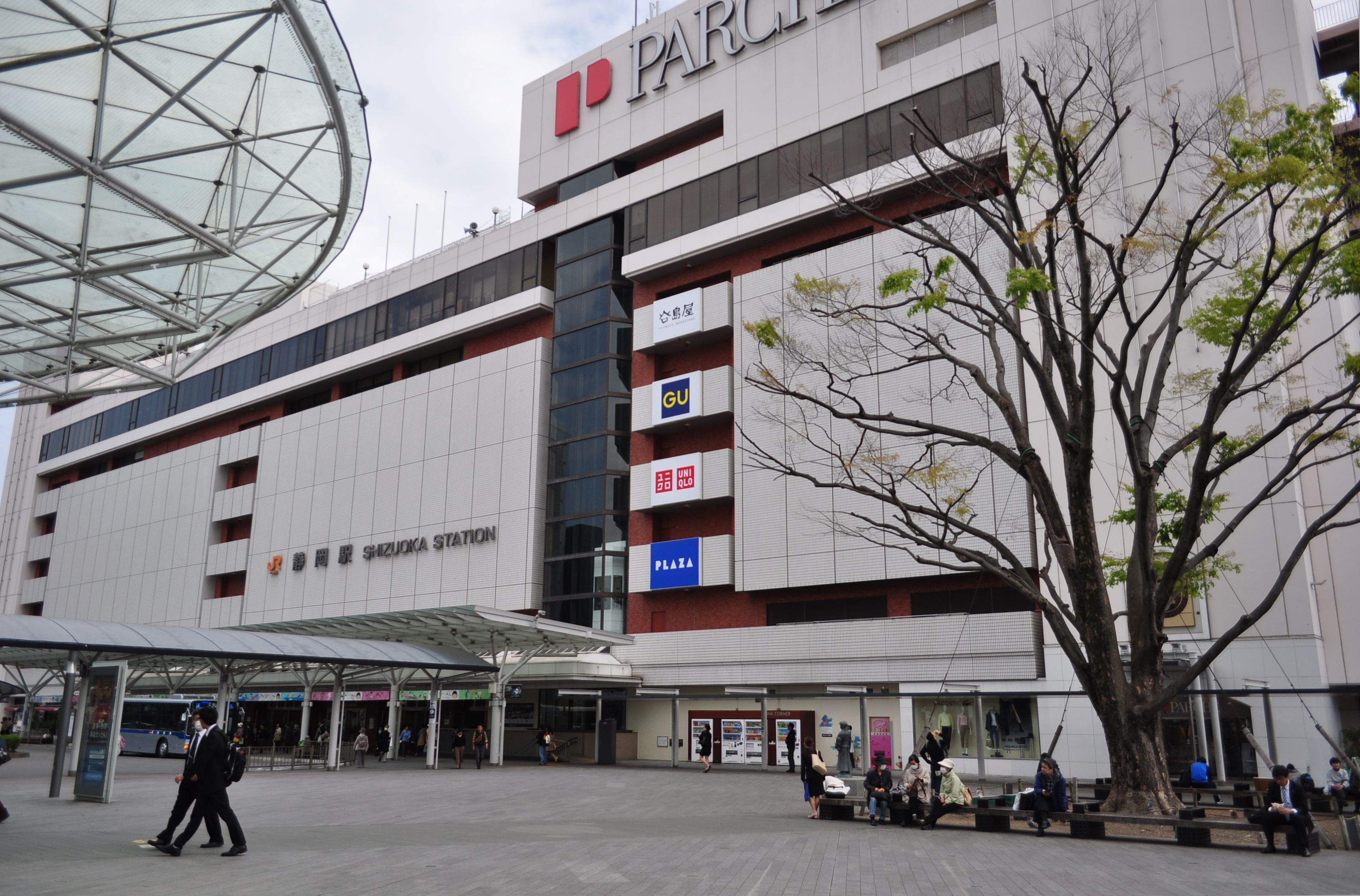
北口（2018年4月）

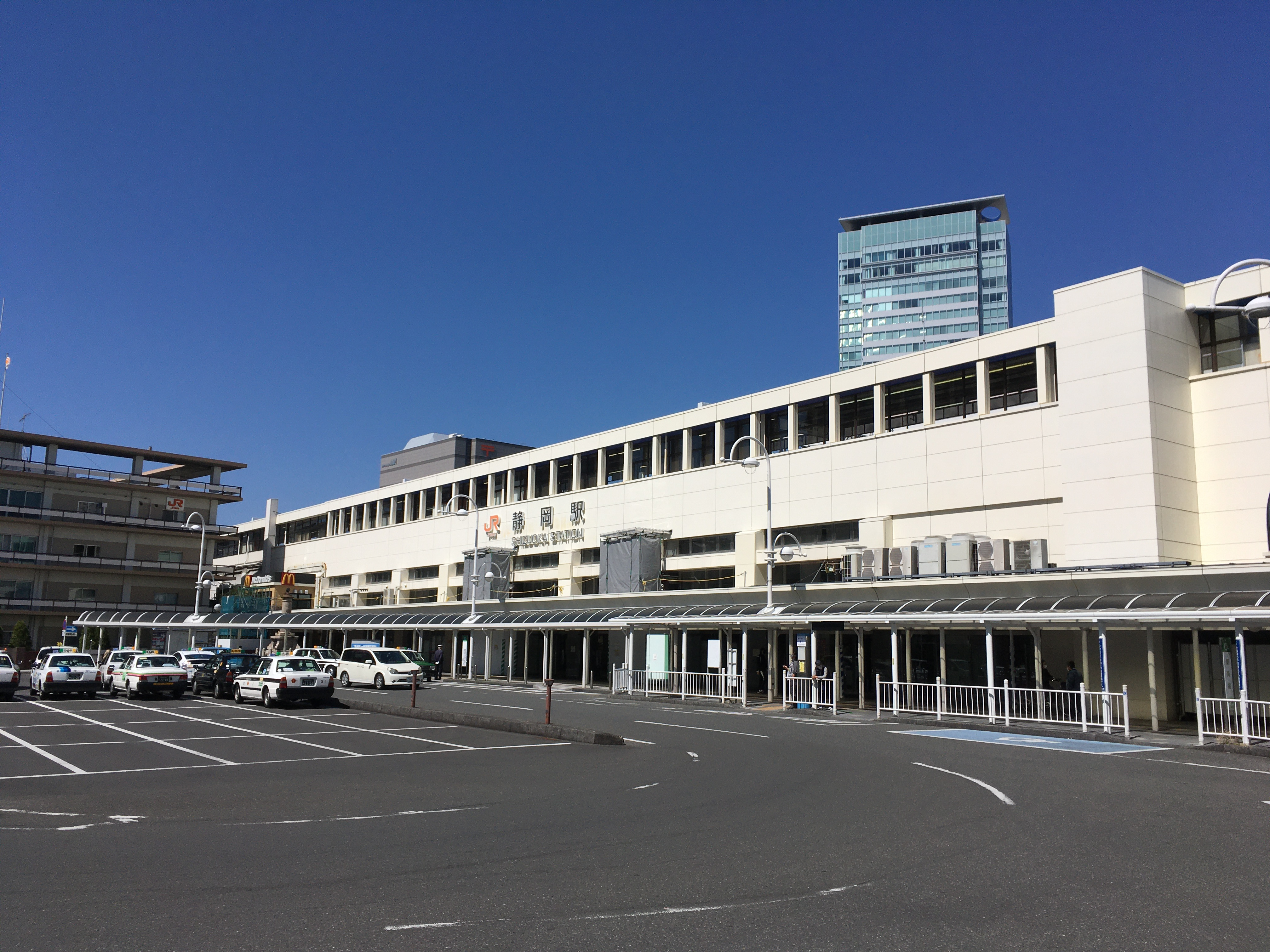
南口（2020年4月）

静岡駅（しずおかえき）は、静岡県静岡市葵区黒金町にある、東海旅客鉄道（JR東海）の東海道新幹線・東海道本線の駅である。東海道本線の駅番号はCA17。
東海道本線の運行形態の詳細は「東海道線 (静岡地区)」を参照。

## 概要
静岡県中部の中心駅であり、新幹線・在来線間の乗換駅としても機能している。静岡市葵区と駿河区の両区の代表駅である。
新幹線は、毎時2本の「こだま」と毎時1本の「ひかり」が停車し、当駅発着の「こだま」も設定されている。一部の「ひかり」は上下とも当駅で「のぞみ」の通過待ちをする。
在来線は、寝台特急サンライズ瀬戸・サンライズ出雲を含んだ全旅客列車が停車し、特急「ふじかわ」の始終点となっている。当駅で長時間停車する普通列車があり、停車中に別の列車に接続を取って先行させる、あるいは後続列車の到着待ちをしてから発車する等の運用が見られる。また、2017年3月ダイヤ改正時点で、普通列車が同方向の普通列車に追い抜かれる事例が17時台にある。
JR静岡駅の事務管コードは、▲520116となっている。

## 歴史
- 1889年（明治22年）

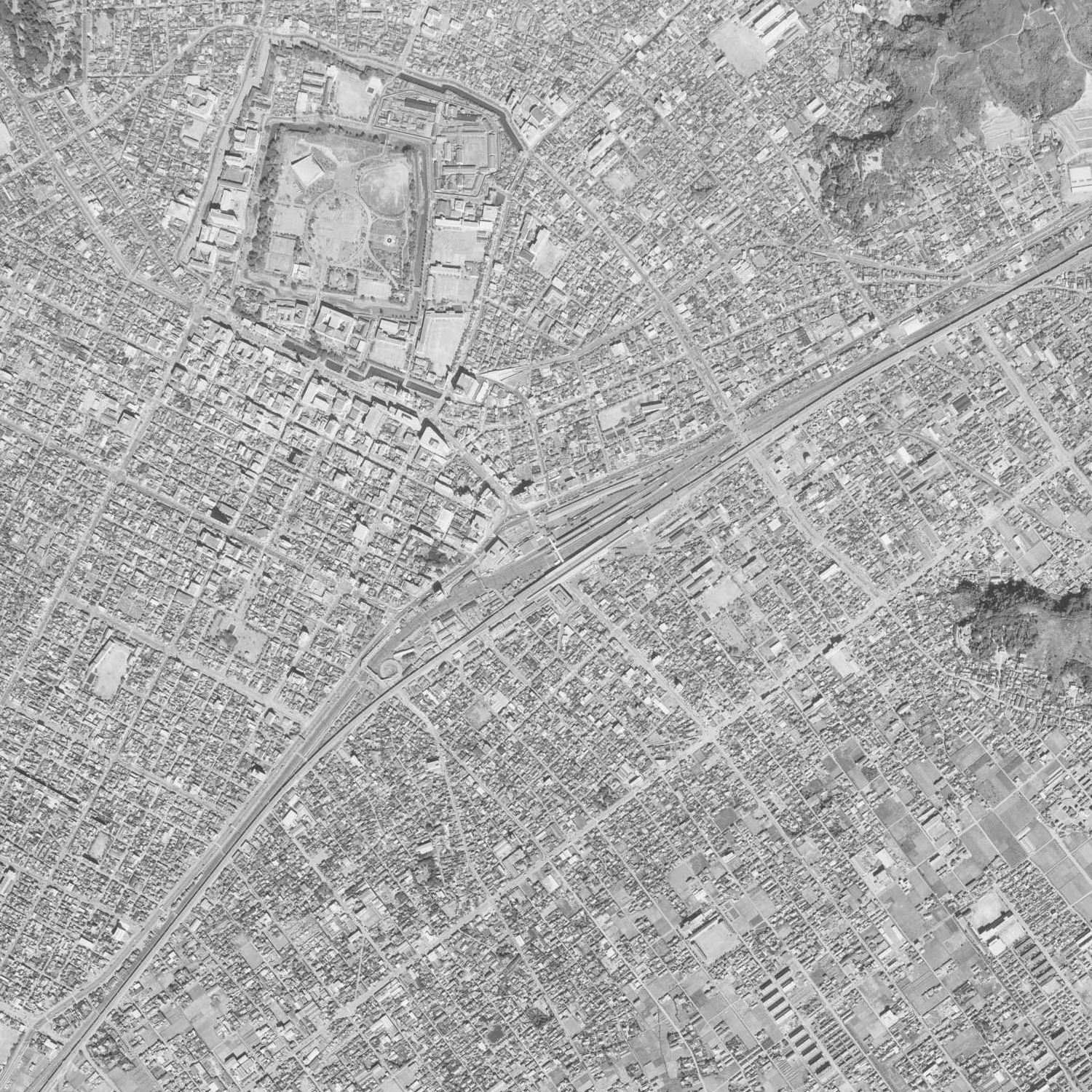
駅周辺の白黒空中写真（1966年10月）

  - 2月1日：官設鉄道の駅として、東海道本線 国府津駅 - 静岡駅間の開通時に開業[1]。一般駅[注釈 2]。
    - 開業日には盛大な式典が開催される予定であったが、この日に市街地13町・1,100戸を失う大火が発生し、式は簡素なものとされた[注釈 3]。用意されていた酒や餅は被災者に提供された[4]。

  - 4月16日：官設鉄道が当駅から浜松駅まで延伸し、豊橋方面への既存線と直結。途中駅となる。
- 1895年（明治28年）4月1日：線路名称制定。東海道線（1909年に東海道本線に改称）の所属となる。
- 1907年（明治40年）10月：2代目の駅舎に改築。
- 1935年（昭和10年）10月10日：3代目の駅舎に改築。
- 1940年（昭和15年）1月15日：静岡大火により駅舎焼失[5]。
- 1957年（昭和32年）10月12日：跨線橋の使用を開始して、構内踏切を廃止する[6]。
- 1964年（昭和39年）10月1日：東海道新幹線の駅が開業[7]。
- 1967年（昭和42年）10月1日：東静岡駅（現在の静岡貨物駅）に貨物取り扱い業務の一部を移管[8]。
- 1970年（昭和45年）3月15日：新幹線のホームが16両対応に延伸される[9]。
- 1971年（昭和46年）4月1日：旅行センター開業[10]。
- 1973年（昭和48年）6月1日：貨物取り扱いを全廃[1]。
- 1977年（昭和52年）10月17日：下り線が高架化[11]。
- 1979年（昭和54年）
  - 2月15日：上り線が高架化[12]。
  - 10月12日：高架駅舎が完成[13]。
- 1981年（昭和56年）10月8日：静岡駅ビル「パルシェ」オープン[14]。
- 1983年（昭和58年）春：東海道本線下りホームと東海道新幹線にエスカレーターを設置[15]。
- 1984年（昭和59年）3月31日：東海道本線上りホームにエスカレーター設置[15]。
- 1986年（昭和61年）11月1日：荷物取り扱いを廃止[1]。
- 1987年（昭和62年）4月1日：国鉄分割民営化により、JR東海の駅となる[1]。
- 1991年（平成3年）7月13日：駅高架下に「ASTY静岡」が開業[16][17]。
- 1992年（平成4年）12月12日：在来線改札口に自動改札機を導入[18]。
- 1997年（平成9年）
  - 4月15日：新幹線改札口に10日間のみ自動改札機を試験設置[19]。
  - 6月11日：新幹線改札口に自動改札機を導入（新幹線では全国初）[20]。
- 2006年（平成18年）10月26日：東海道新幹線下り通過線上でJR東海社員が通過中の東京発広島行き「のぞみ61号」に飛び込み自殺する事故が発生。上下合わせて38本が運休し、11万人の乗客に影響が出た[注釈 4]。
- 2008年（平成20年）3月1日：在来線改札口でICカード「TOICA」の利用が可能となる。
- 2012年（平成24年）3月17日：当駅発着で東京駅へ直通する普通列車が前日の列車を最後に廃止。

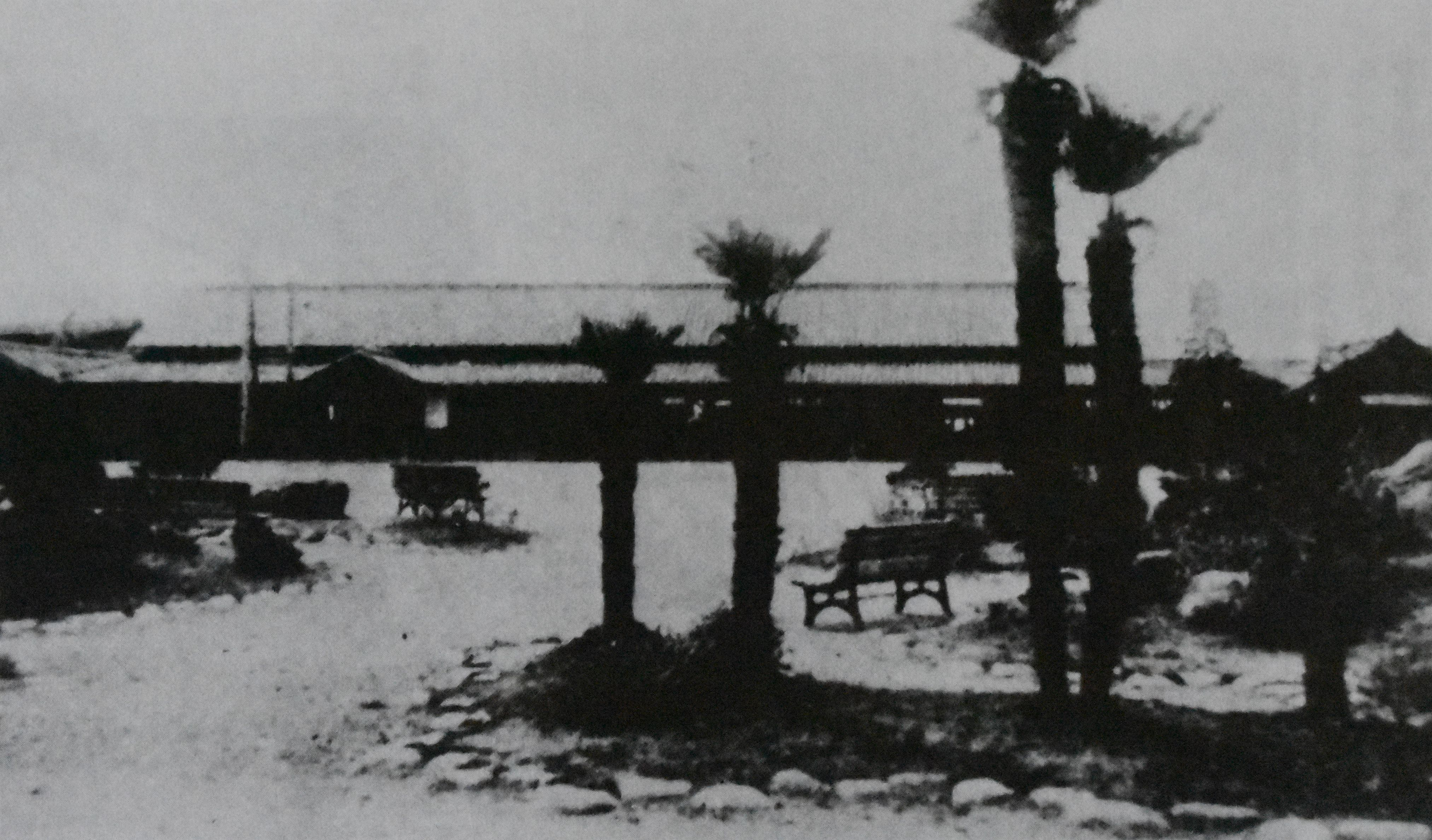
明治時代の「静岡停車場」
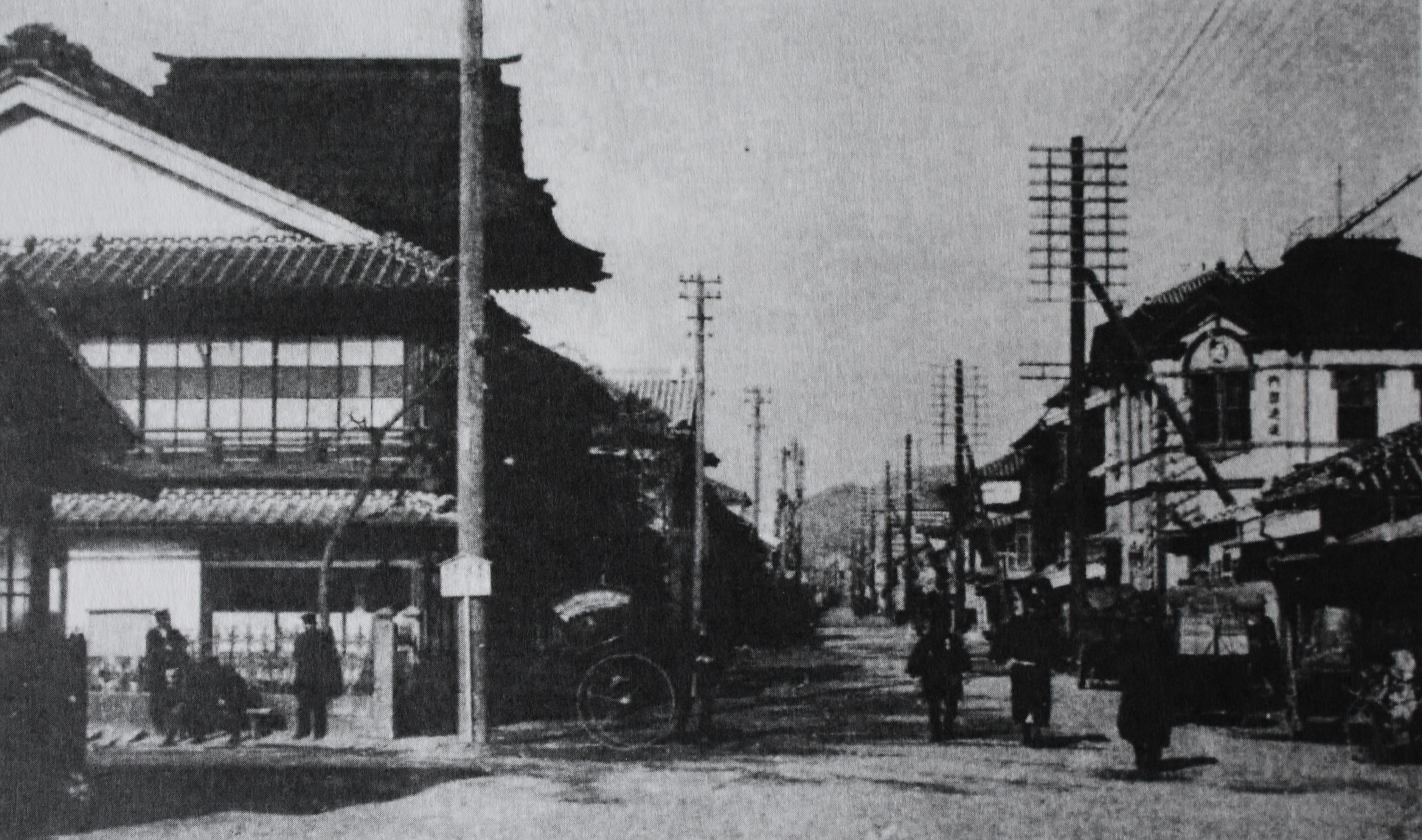
明治時代の「静岡駅前通り」
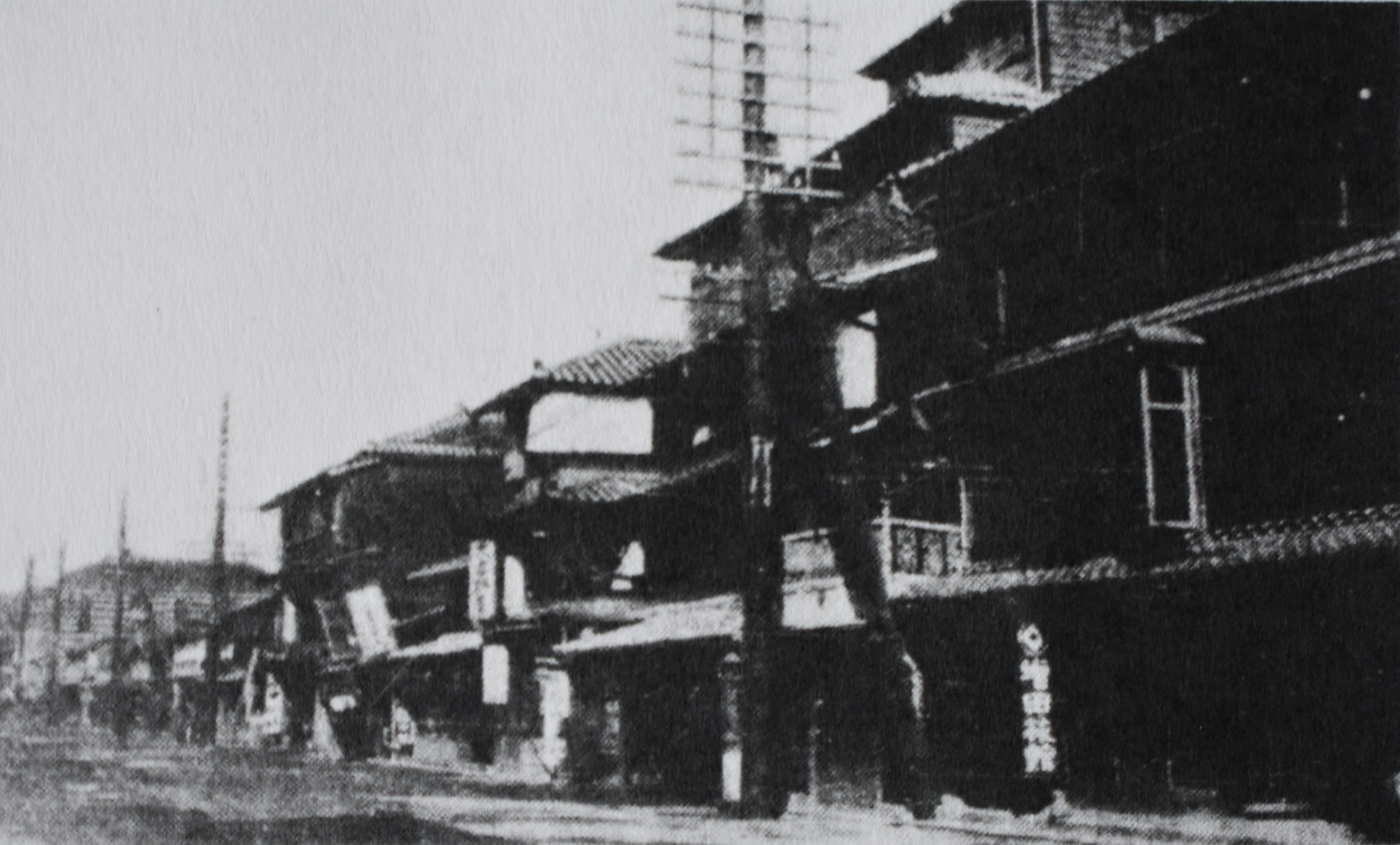
大正初期の「静岡駅前旅館」
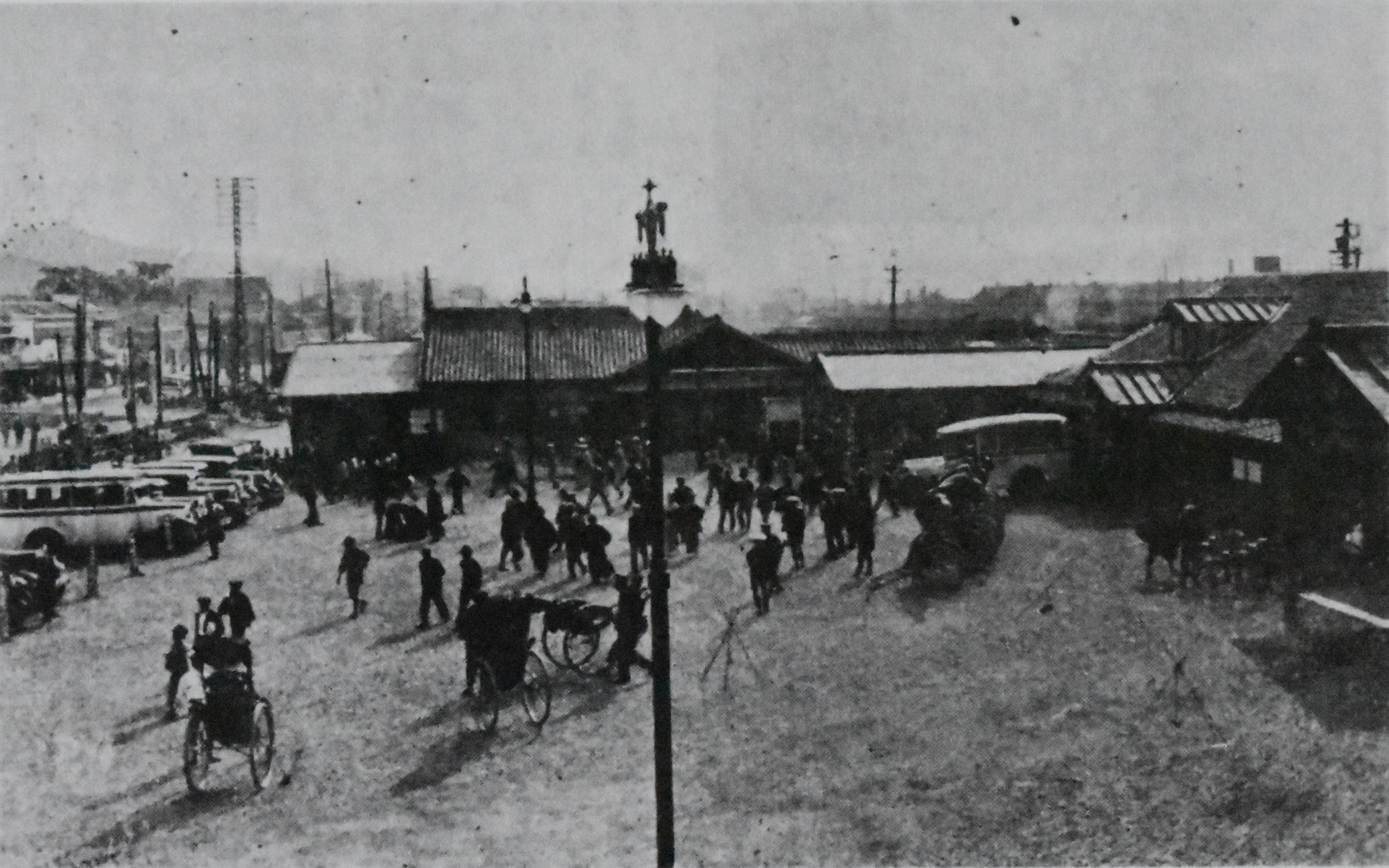
昭和初期の「静岡駅前広場」

## 駅構造
新幹線・在来線共に高架駅である。新幹線ホームは構内南側、在来線ホームは構内北側にある。
駅長・駅員配置駅（直営駅）である。管理駅として、東海道本線の東静岡駅・安倍川駅・用宗駅の3駅を管理している。
高架下のコンコースに面してJR全線きっぷうりば（みどりの窓口）と自動券売機と改札口がある。改札口は5つあり、コンコースに面した在来線改札口と新幹線改札口の2つと、駅と駅ビル (パルシェ) を直結するパルシェ本館改札口・パルシェ食彩館の2つ、そして中2階にある新幹線と在来線の乗り換え改札口がある。パルシェが営業している時間帯であれば、パルシェ本館改札口・パルシェ食彩館改札口を通ってパルシェと静岡駅の間を直接移動することが出来る。また、在来線新幹線乗換改札口は新幹線と在来線の乗換をすることが出来る。改札は自動化されており、IC乗車券対応の自動改札機、自動精算機がある。新幹線側中2階には待合所がありコーヒーショップが設置されている。コンコースと各ホームの間にはエスカレーターやエレベーターが設置されている。
在来線の1・2番線ホームおよびび3・4番線ホームの階段裏に東海軒の「富士見そば」がそれぞれ1店舗ずつ営業している。また、この「富士見そば」やキヨスクの他に、在来線の1・2番線ホームでは酒などと共におでん串などを供する立ち飲みスタンドが、3・4番線ホームではジャパン・トラベル・サーヴィスが経営する喫茶・軽食店「Siera」が営業していたが、2009年に営業を中止し、店舗は撤去された。3、4番線ホームのキヨスクは2015年に営業を終了、閉店している。また、静岡駅では1979年に「谷岡の甘栗」を販売する谷岡商店が駅構内に出店し静岡駅の定番土産となった。最盛期は1日の販売量が400 kgであったが、2020年以降は新型コロナウイルスの感染拡大で販売量が1日50 kgに落ち込み、2020年度（2021年3月末）で閉店することになった。
各ホーム中央付近にライナー列車の乗車整理券券売機が設けられている。かつては現金のみ使用可能だったが、現在はライナー列車の座席管理システムの更新によりタッチパネル式に交換され、TOICAなどのIC乗車券とオレンジカードに対応するようになった。またチャージ・履歴印字などにも対応している。
以前は「大道芸ワールドカップin静岡」開催時にコンコースが演技ポイントとして利用されたことがあったが、利用者の通行を妨げるなどの理由から、数年で使用されなくなった。その代わりに、現在ではコンコースにイベントのインフォメーションカウンターが設置されるなどの活用gされている。また、コンコースには静岡のプラモデルをPRするため、プラモデルの部品を模した公衆電話が設置されている。
改札外には駅ビルの7階建てのパルシェや駅コンコースに面したASTY静岡などの商業施設がある。
新幹線（5・6番線）
2面4線のうち、相対式ホーム2面2線を使用する。ホームは副本線に接し、上下副本線の間を通るもう2線の本線は通過線となっている。なお、東京方面発で当駅止まりの列車は上りホームに入線する場合もある。東静岡駅に隣接した位置に保線基地（柚木保守基地）と夜間停泊列車用の留置線（静岡電留線）が2線ある。最終列車後に停泊する列車は、東京寄りにある片渡り線を通過し、下り本線を逆走する形で徐行しながら入線する形を取る。
在来線（1 - 4番線）
2面5線のうち、島式ホーム2面4線を使用する。1・4番線が本線、2・3番線が副本線（中線）となっている。もう1線は1番線の外側にある副本線（通過線）で、貨物列車などの通過時に使用する。また、構内の浜松寄りには乗務員が横断するための通路があり、踏切警報機が設置されている。
電車の留置に使用する引き上げ線が構内東側に2線と西側に4線の合計6線が設置されており、折り返し列車などの留置に使用されている。また、東側へ伸びる留置線と本線の合流地点付近から静岡車両区へ抜ける通路線が分岐している。

### のりば
| 番線         | 路線          | 方向 | 行先           |
| ------------ | ------------- | ---- | -------------- |
| 在来線ホーム |               |      |                |
| 1・2         | CA 東海道本線 | 上り | 沼津・熱海方面 |
| 3・4         | CA 東海道本線 | 下り | 浜松・豊橋方面 |
| 新幹線ホーム |               |      |                |
| 5            | 東海道新幹線  | 上り | 東京方面       |
| 6            | 東海道新幹線  | 下り | 新大阪方面     |

- かつて定期運転だった快速「ムーンライトながら」（2009年3月13日まで）は、前身の「大垣夜行」時代から上下とも2番線発着であった。

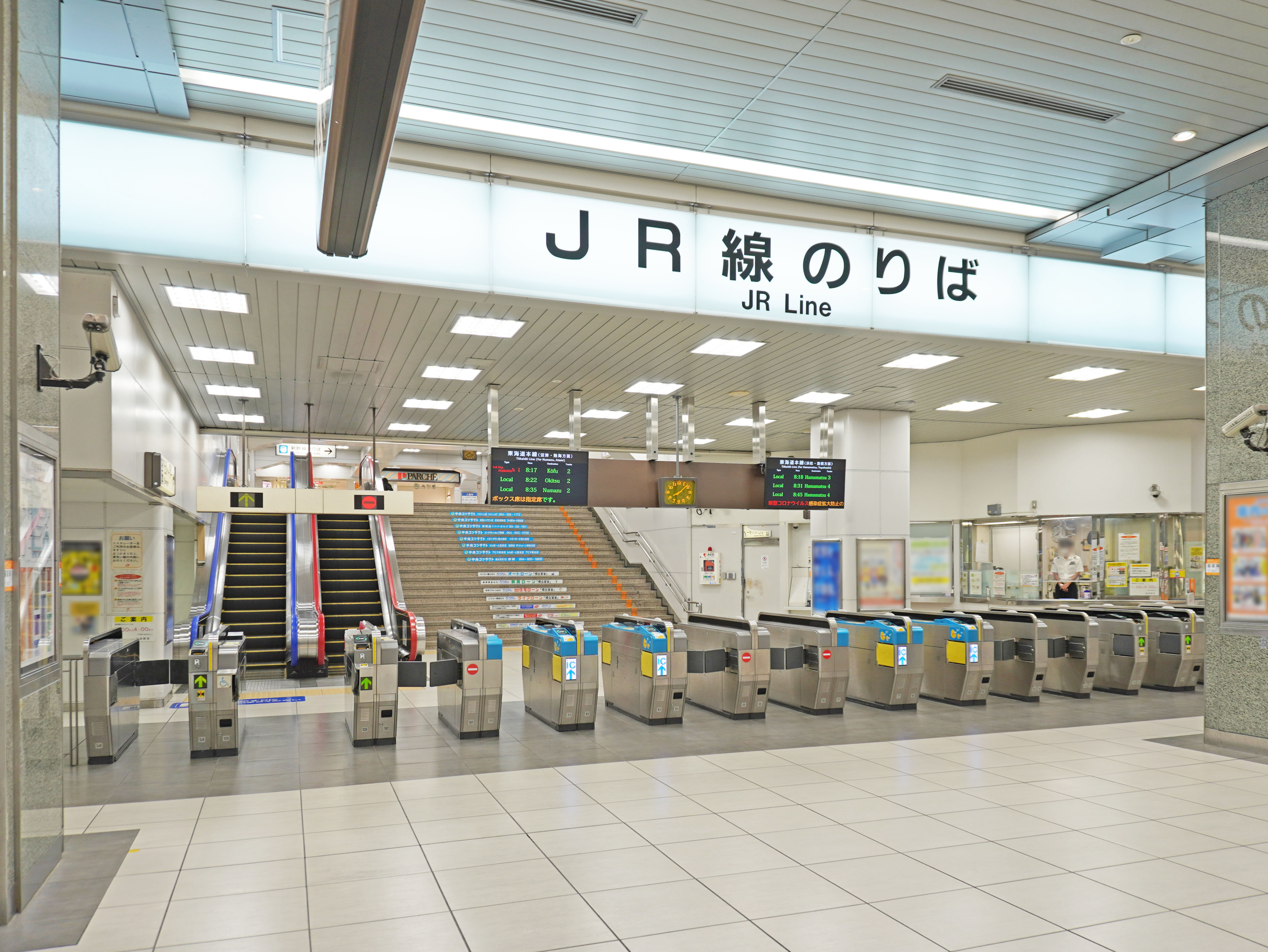
在来線改札口（2022年9月）
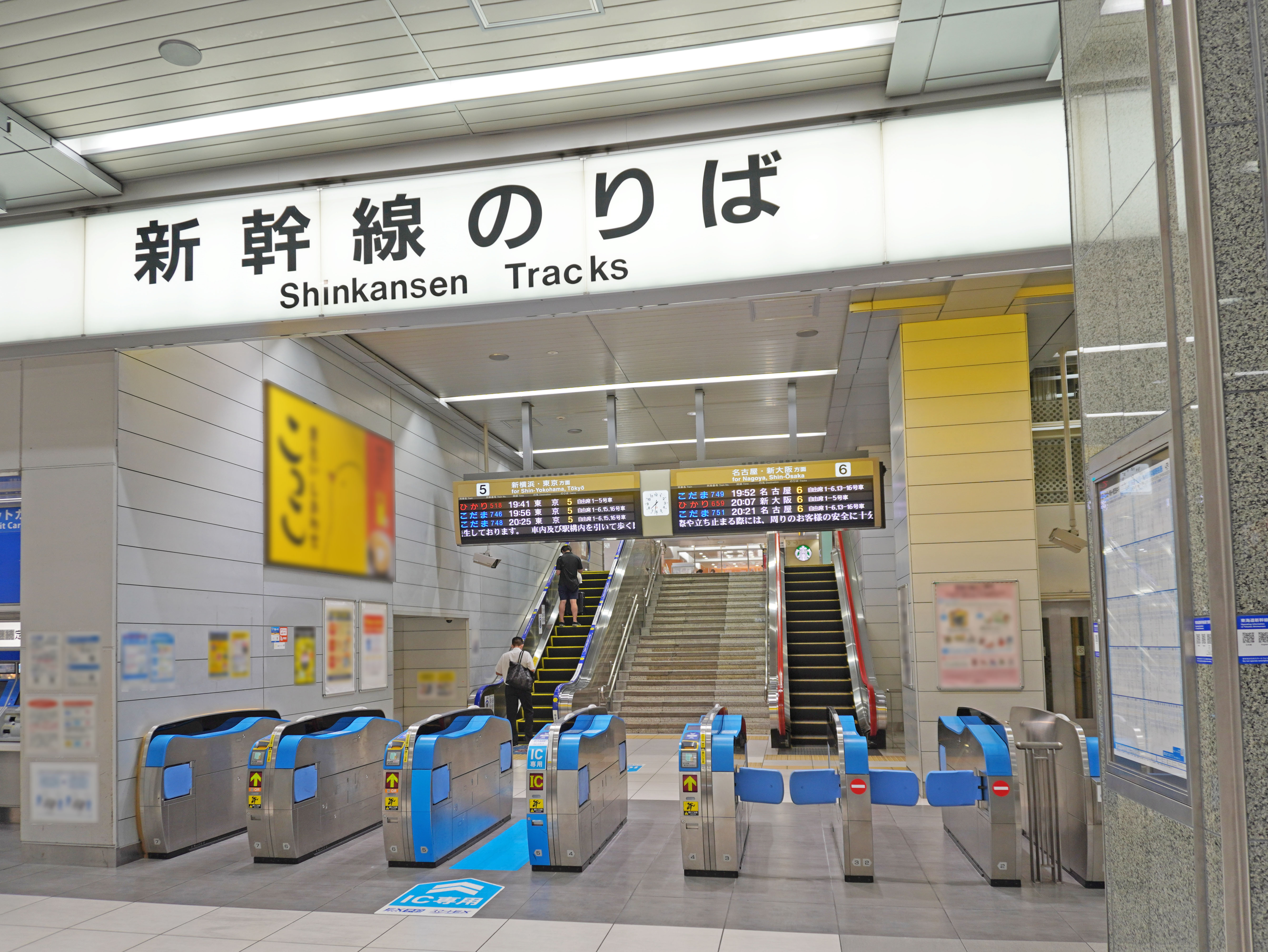
新幹線改札口（2022年9月）
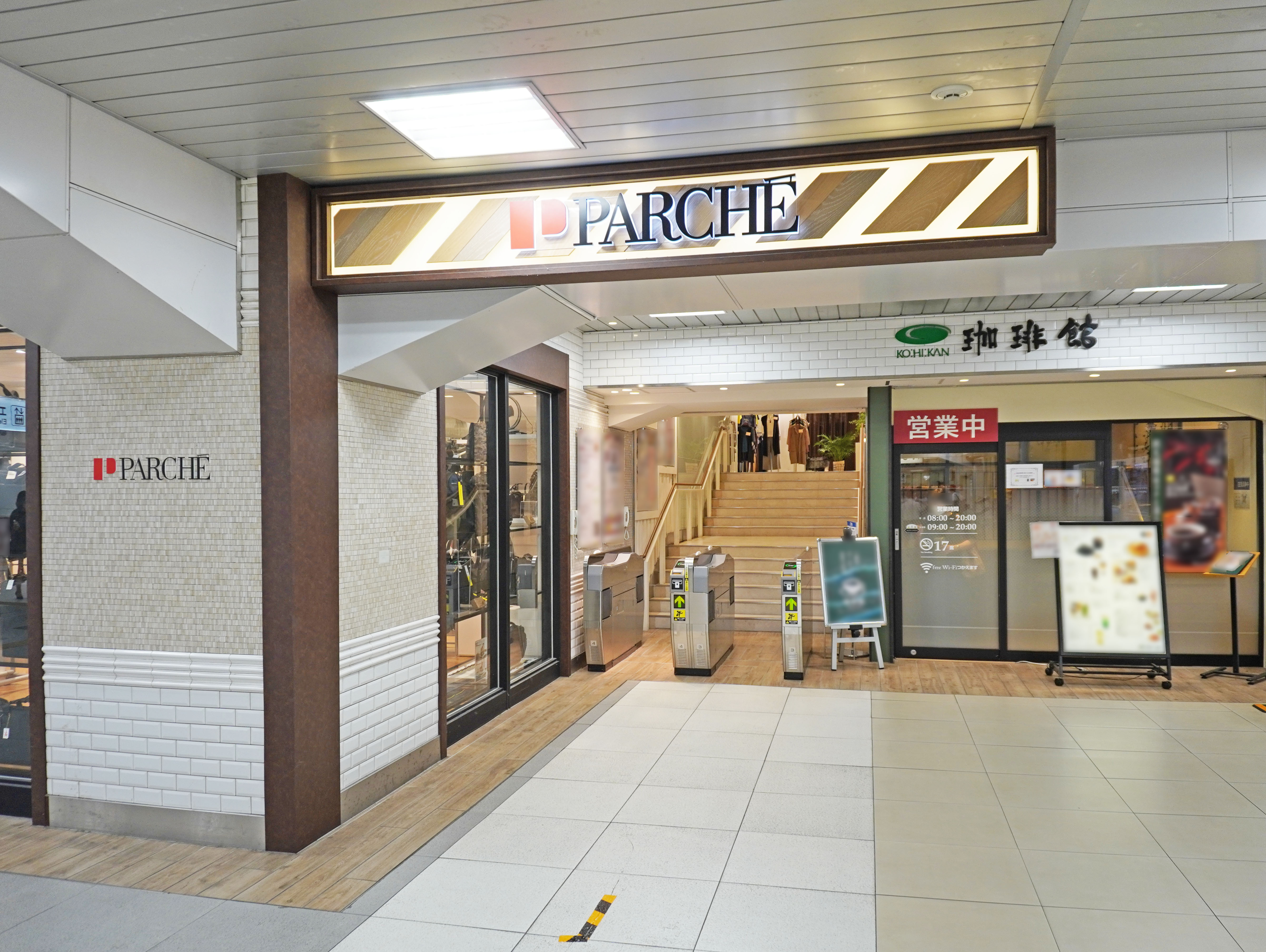
パルシェ本館改札口（2022年9月）
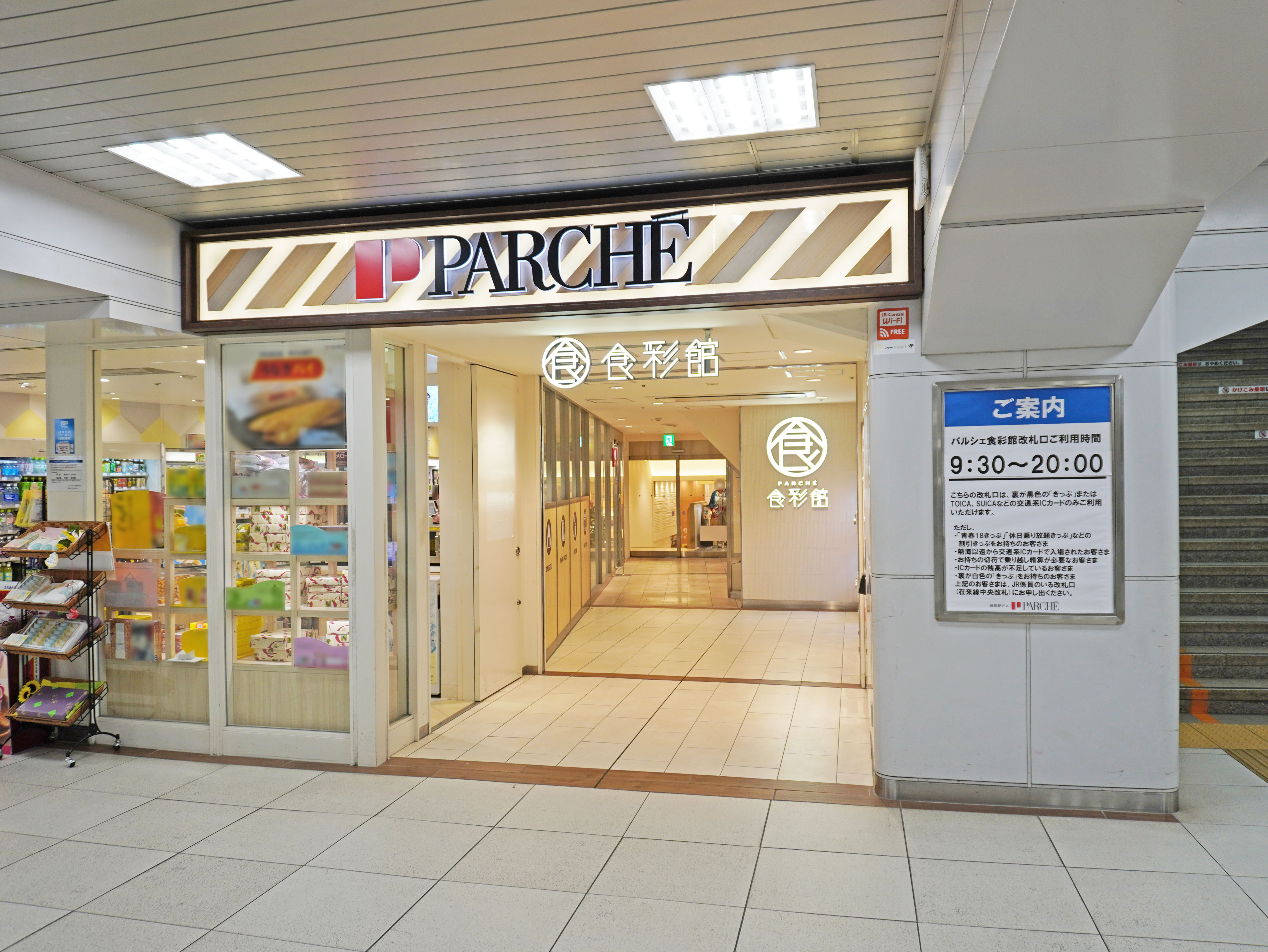
パルシェ食彩館改札口（2022年9月）
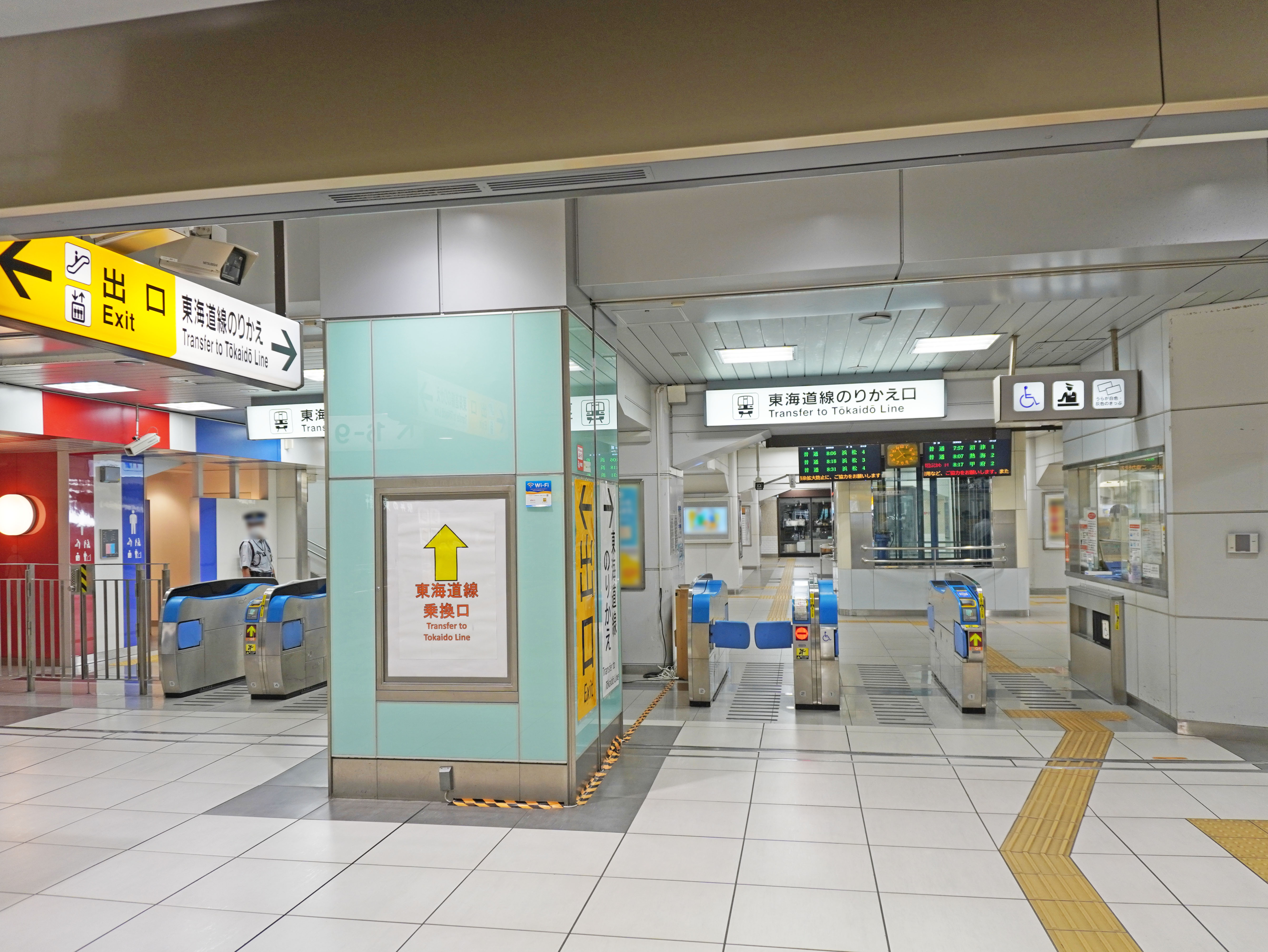
乗換改札口（2022年9月）
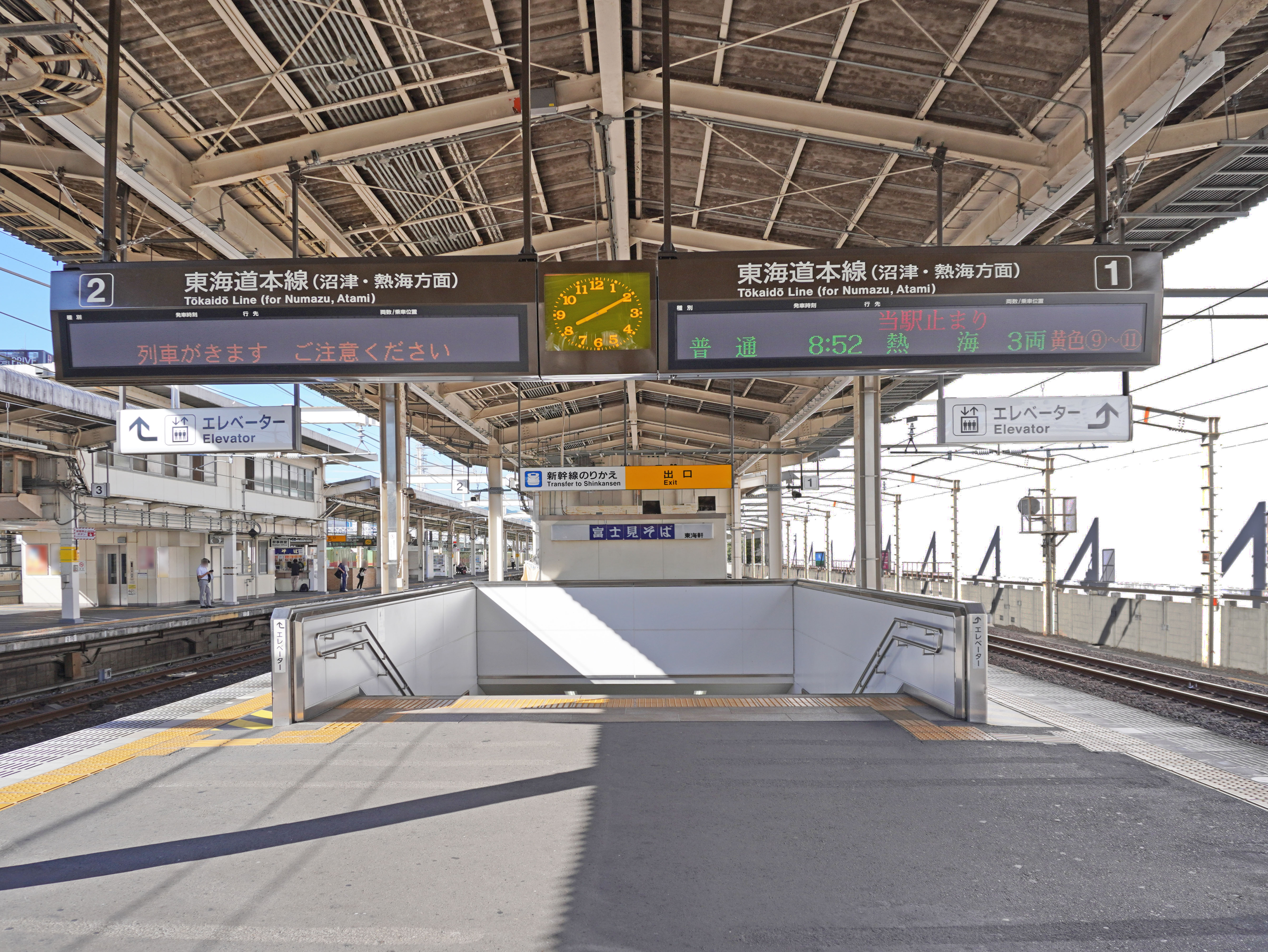
在来線1・2番線ホーム（2022年9月）
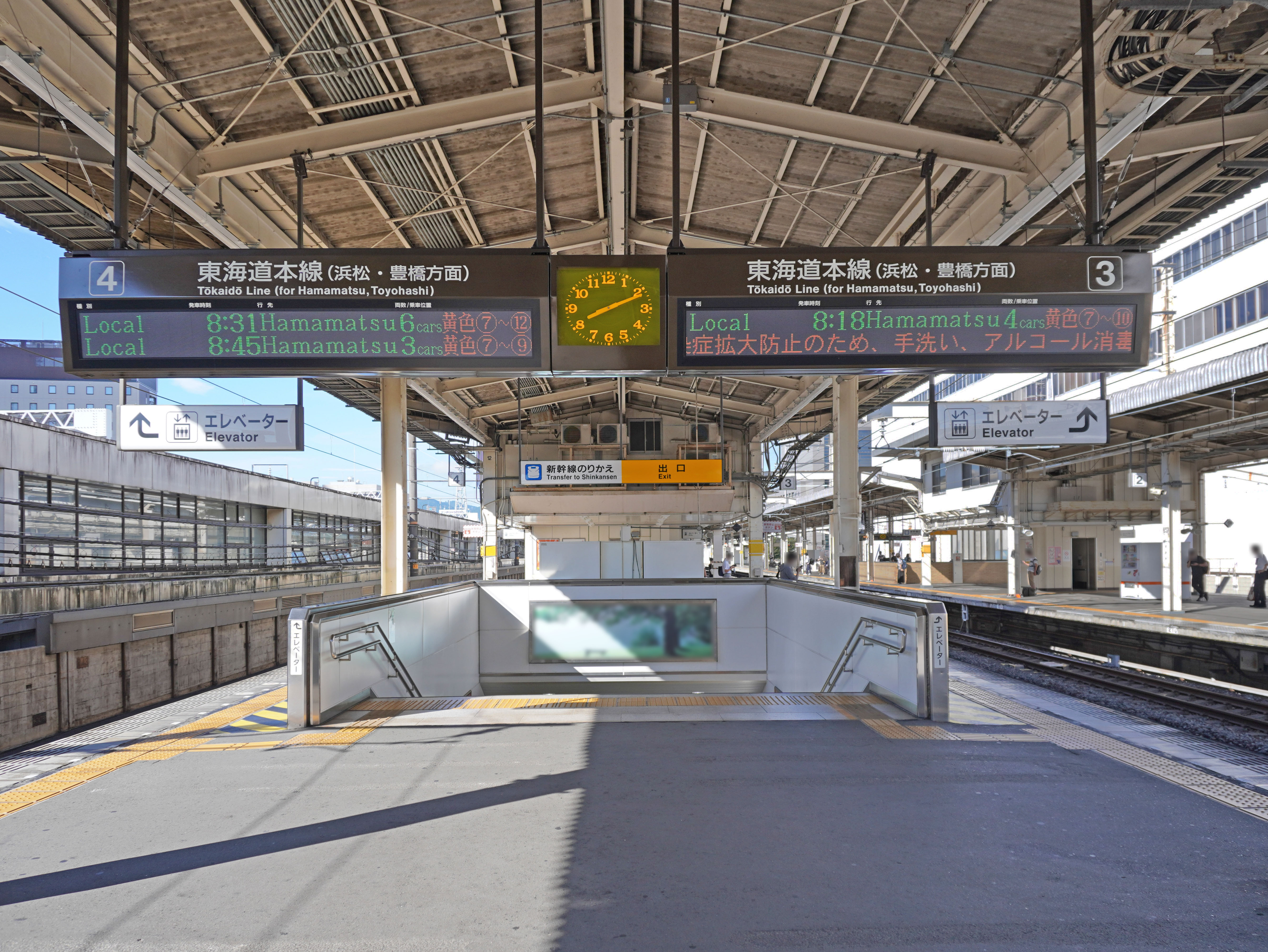
在来線3・4番線ホーム（2022年9月）
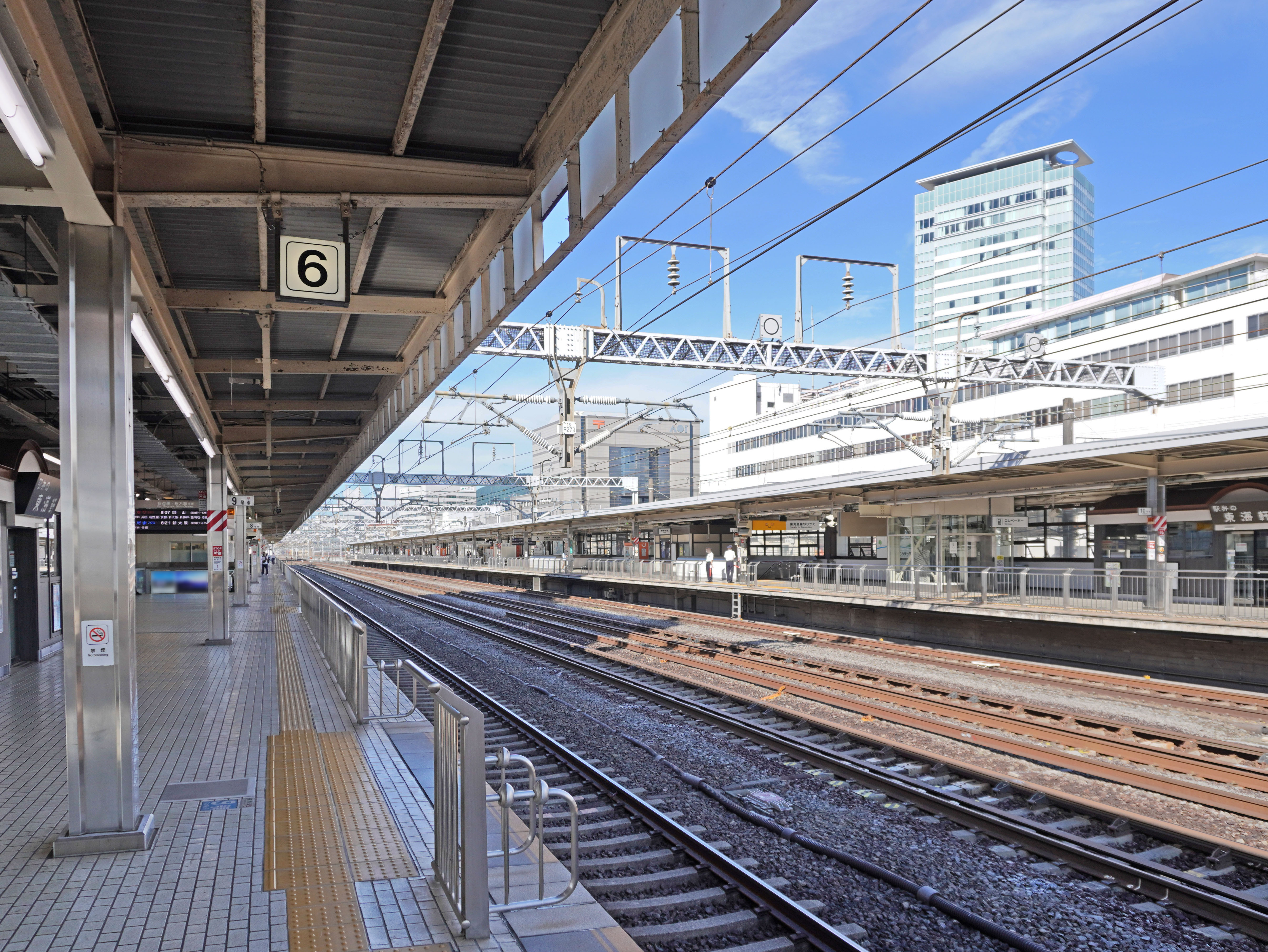
新幹線5・6番線ホーム（2022年9月）

### 引込線
以前は駅南口から南東方面のカネボウや松林工業薬品、静岡ガス、大浜製紙への引き込み線が、また南西方向にも西武建設の砂利採取場の引き込み線が存在していた。カネボウ、静岡ガス方面は昭和30年代、西武建設方面は昭和40年代までにすべて廃止となり、後に区画整理が進められ現在は引込み線の跡はほとんど存在していないが、東海道新幹線の安倍川を渡る手前に引き込み線跡のガードが残っているほか、ツインメッセ静岡周辺に線路跡らしきカーブを描く道路や踏切の跡である道路の隆起などが残っている。

## 駅弁
1889年の開業以来、東海軒が駅弁の調製・販売を手掛けている。かつて大垣夜行までの時代は夜行列車の発着に合わせて在来線ホームにおいて深夜2時台まで駅弁を販売していた。現在は在来線ホームにおけるキヨスク委託販売に加え、改札外コンコースに面した「ASTY静岡」の直売店において各種駅弁を販売している。かつては新幹線ホームでも売店を営業していたが、コロナ禍以降は休業し、2024年（令和6年）6月1日をもって閉店した。
主な駅弁は下記の通り。
- 富士の味覚
- 茶めし弁当
- 特製鯛めし
- 幕の内弁当
- 大御所弁当
- 元祖鯛めし
- 助六寿司

## 利用状況
JR東海の移動等円滑化取組報告書によると、2023年度（令和5年）度の1日平均乗降人員は107,931人である。JR東海の駅では名古屋駅、東京駅、新大阪駅、金山駅に次いで第5位（東京駅と新大阪駅は新幹線のみの数字）である。また、東海道・山陽新幹線で「のぞみ」が通過する駅では最多であり、全列車停車駅の新神戸駅・岡山駅・広島駅・小倉駅よりも多い。1日平均乗降人員のうち新幹線の利用者数は38,989人。
1993年度（平成5年度）以降の推移は以下のとおりである。
| 乗車人員推移       | 乗車人員推移     | 乗車人員推移 |
| 年度               | 1日平均 乗車人員 | 出典         |
| ------------------ | ---------------- | ------------ |
| 1993年（平成5年）  | 57,609           | [ * 1 ]      |
| 1994年（平成6年）  | 65,870           | [ * 2 ]      |
| 1995年（平成7年）  | 66,799           | [ * 3 ]      |
| 1996年（平成8年）  | 67,845           | [ * 4 ]      |
| 1997年（平成9年）  | 66,191           | [ * 5 ]      |
| 1998年（平成10年） | 65,689           | [ * 6 ]      |
| 1999年（平成11年） | 63,327           | [ * 7 ]      |
| 2000年（平成12年） | 62,308           | [ * 8 ]      |
| 2001年（平成13年） | 61,407           | [ * 9 ]      |
| 2002年（平成14年） | 60,218           | [ * 10 ]     |
| 2003年（平成15年） | 59,939           | [ * 11 ]     |
| 2004年（平成16年） | 60,160           | [ * 12 ]     |
| 2005年（平成17年） | 60,260           | [ * 13 ]     |
| 2006年（平成18年） | 60,372           | [ * 14 ]     |
| 2007年（平成19年） | 60,822           | [ * 15 ]     |
| 2008年（平成20年） | 60,192           | [ * 16 ]     |
| 2009年（平成21年） | 58,114           | [ * 17 ]     |
| 2010年（平成22年） | 58,386           | [ * 18 ]     |
| 2011年（平成23年） | 58,162           | [ * 19 ]     |
| 2012年（平成24年） | 58,439           | [ * 20 ]     |
| 2013年（平成25年） | 59,501           | [ * 21 ]     |
| 2014年（平成26年） | 57,924           | [ * 22 ]     |
| 2015年（平成27年） | 59,079           | [ * 23 ]     |
| 2016年（平成28年） | 59,403           | [ * 24 ]     |
| 2017年（平成29年） | 59,856           | [ * 25 ]     |
| 2018年（平成30年） | 60,332           | [ * 26 ]     |
| 2019年（令和元年） | 59,396           | [ * 27 ]     |
| 2020年（令和02年） | 39,511           | [ * 28 ]     |
| 2021年（令和03年） | 42,589           | [ * 28 ]     |

### 首都圏への直通列車と直通需要
今日、当駅 - 首都圏間は東京駅・品川駅・新横浜駅まで東海道新幹線を利用するのが一般的であるが、かつては在来線でも当駅や島田駅まで113系や211系のグリーン車連結の普通列車が東京駅から運行されていた。しかし国鉄分割民営化後、直通需要や車両運用の都合などから次第に減少し、2004年10月のダイヤ改正でグリーン車連結普通列車の沼津駅以西当駅方面への乗り入れが廃止され、当駅 - 東京駅間を直通する普通列車は全車普通車の373系による1往復のみとなった。2012年3月ダイヤ改正ではこの373系の直通列車も廃止され、東京行きの定期普通列車は全て沼津駅以東の運転となっている。
また、以前は大船駅や平塚駅など新幹線駅のない神奈川県内の都市と静岡県内を結ぶ目的で、165系使用の急行「東海」、後に特急化して373系使用の特急「東海」を運行していたが、利用者低迷により2007年3月に廃止された。
一方、近年では乗り換え不要で、廉価な移動需要に応えるべく、東名ハイウェイバスなどの高速バスが朝夕を中心に東京駅への直通便を運行しており、2005年12月に夜行便「ドリーム静岡・浜松号」、2007年4月に渋谷・新宿への直通便「渋谷・新宿ライナー静岡号」をそれぞれ開設、さらに同年6月からは同じく新宿行の「駿府ライナー」 も開設された。また、横浜市内へも2009年12月から横浜駅行の「横浜ライナー」が開設されている。

## 駅周辺

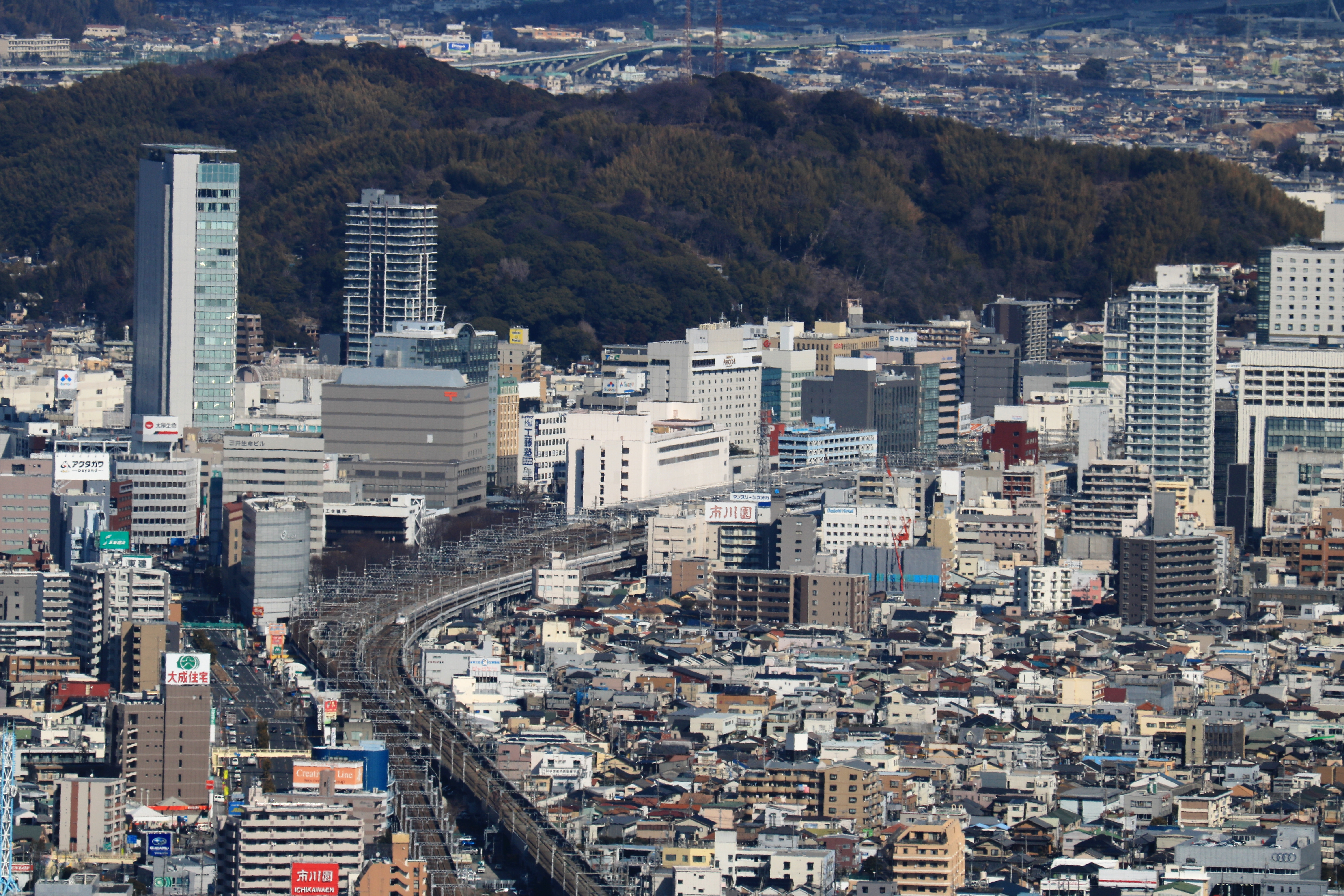
駅周辺（2018年、朝鮮岩から）

### 北口（葵区側）
北口は静岡市の中心市街地で、県庁や市役所・区役所などの官公庁に至近の距離にある上、商店街や地下街・飲食店街に隣接し、百貨店やファッションビルなどの商業施設が集積している。駅コンコースを出るとすぐに国道1号が面しているため、市街地へ向かうための地下道が設置されている。
北口には2009年3月に徳川家康の立像と竹千代の立像が設置された。2011年頃より、さくらももこがイラストを手掛けた静岡市のPRキャンペーン「静岡市はいいねぇ。」の横断幕を掲出している。
北口側にある主な施設を以下に列挙する。
- パルシェ
  - 成城石井 静岡パルシェ店
- 徳川家康像（竹千代時代・大御所時代）
- 静岡市役所静岡庁舎
- 葵区役所
- 静岡県庁本館・別館
- 静岡中央郵便局
- 静岡音楽館AOI
- 静岡駅北口地下駐車場『エキパ』
- N高等学校
- 静岡商工会議所
- 葵タワー
  - 静岡市美術館
- 三菱UFJ銀行静岡支店
- 新静岡駅 - 静岡鉄道静岡清水線
- 新静岡セノバ（新静岡駅駅ビル）
- ペガサート
- 静岡御幸町発展会・静岡紺屋町名店街・呉六名店街・静岡呉服町名店街・七間町名店街
- ホテルアソシア静岡
- 松坂屋静岡店
- 静岡伊勢丹
- 静岡パルコ
- 静岡モディ
- 静岡東急スクエア（静岡伝馬町プラザビル）
- Den bill
- 呉服町タワー
- 札の辻クロス
- 国道1号
- 国道362号
- 駿府城公園（駿府城址）
- 駿河屋静岡本店
- くれたけインプレミアム静岡駅前
- アパホテル〈静岡駅北〉
- 静鉄ホテルプレジオ 静岡駅北
- ドン・キホーテ 静岡両替町店

### 南口（駿河区側）
南口は北口と違い、住宅地が駅近辺にも密集している。ビルが駅前広場のすぐそばにも密集しているため、整備事業が北口よりも大幅に立ち遅れていた感があったが、現在は一通りの整備事業が整っている。しかし、駅南口ロータリーに集まる一般車両などで日中は交通密度が高い。
南口ロータリーにはルノワールの彫刻像が2体展示されている。
南口側にある主な施設を以下に列挙する。
- 東海旅客鉄道静岡支社
- 旧旅客派出ビル（国鉄時代の建物を引き継ぎ各種駅業務を行うJR東海関連会社が入居）
  - 東海整備静岡事業所
  - JR東海リテイリング・プラス静岡支社（旧ジェイアール東海パッセンジャーズ静岡営業所）
  - ジェイアール東海フードサービス
- 静岡県中部県民生活センター（水の森ビル2F）
- サウスポット静岡
  - サウスポット伊伝駐車場
  - ホテルセンチュリー静岡
  - 静岡ホビースクエア
- NHK静岡放送局
- 静岡駅南口郵便局
- エスパティオ
  - 静岡科学館る・く・る
- 駅南銀座商店街
- 静鉄ホテルプレジオ 静岡駅南
- 駿河スカイタワー
- KITE-GO 南町店

## バス路線

### 高速バス
| 運行事業者                                                                        | 路線（愛称）・行先 | 備考                       |
| --------------------------------------------------------------------------------- | --- | -------------------------- |
| - ジェイアール東海バス - ジェイアールバス関東                                     | 東名ハイウェイバス：東京駅・名古屋駅方面                                                                                |                            |
| - ジェイアール東海バス - 西日本ジェイアールバス                                   | - 京阪神昼特急静岡号：大阪駅・ユニバーサル・スタジオ・ジャパン方面 - 京阪神ドリーム静岡号：京都駅・大阪駅・三ノ宮駅方面 |                            |
| ジェイアール東海バス                                                              | ドリーム静岡・浜松号：横浜駅（YCAT）・東京駅・新木場駅方面                                                              |                            |
| - ジェイアール東海バス - ジェイアールバス関東 - しずてつジャストライン - 京王バス | 新宿 - 静岡線：渋谷駅（渋谷マークシティ）・新宿駅（バスタ新宿）方面                                                     |                            |
| 富士急静岡バス                                                                    | - 静岡・富士五湖号：富士急ハイランド・河口湖駅方面 - 富士登山バス：富士宮口五合目方面                                   | 「富士登山バス」は夏季運行 |
| - しずてつジャストライン - WILLER EXPRESS                                         | 静岡羽田空港線：横浜駅（横浜シティ・エア・ターミナル）・羽田空港方面                                                    |                            |
| しずてつジャストライン                                                            | 京都大阪ライナー号：京都駅・大阪梅田方面                                                                                | 運休中（2023年7月時点）    |
| - しずてつジャストライン - 山梨交通                                               | 静岡甲府線：身延・甲府駅・竜王方面                                                                                      |                            |

### 空港リムジンバス
- 静岡成田空港線：成田空港方面
- 中部国際空港線：中部国際空港方面
- 富士山静岡空港静岡線：富士山静岡空港方面

### のりば
一般路線バスは、しずてつジャストラインが運行している。バス停の名称は北口が「静岡駅前」、南口が「静岡駅南口」である。

#### 静岡駅前
特記のないのりばは、バスロータリー内にて発着する。
| のりば | 運行事業者                                                                        | 路線・行先 | 備考                           |
| ------ | --------------------------------------------------------------------------------- | --- | ------------------------------ |
| 1      | しずてつジャストライン                                                            | 大浜麻機線：大浜方面                                                                                                   |                                |
| 2      | しずてつジャストライン                                                            | - 中原池ヶ谷線：徳洲会病院方面 - 丸子清閑町線                                                                          |                                |
| 3      | しずてつジャストライン                                                            | 藁科線 |                                |
| 4      | しずてつジャストライン                                                            | 石田街道線 | 土日祝1便のみ運行              |
| 5      | しずてつジャストライン                                                            | - こども病院線 - 唐瀬線 - 上足洗線                                                                                     |                                |
| 6      | しずてつジャストライン                                                            | - 水梨東高線 - 竜爪山線 - 東部団地線 - 北街道線                                                                        |                                |
| 7      | しずてつジャストライン                                                            | - 中部国道線 - 丸子線 - 丸子小坂線 - 牧ヶ谷線 - 用宗線 - 東新田下川原線                                                |                                |
| 8      | しずてつジャストライン                                                            | - 美和大谷線：東大谷方面 - 井の宮線 - 中部国際空港線 - 定期観光 - 南アルプス登山線 - 西部循環A線：中町回り・駒形まわり | 「南アルプス登山線」は季節運行 |
| 9      | しずてつジャストライン                                                            | - 美和大谷線：美和方面 - 安倍線 - 西ヶ谷線 - 千代慈悲尾線                                                              |                                |
| 10     | しずてつジャストライン                                                            | - 県立病院高松線：県立病院方面 - 駿府浪漫バス                                                                          |                                |
| 11     | しずてつジャストライン                                                            | - 県立病院高松線：登呂コープタウン方面 - 日本平線 - 県立美術館線                                                       |                                |
| 12     | - ジェイアール東海バス - ジェイアールバス関東                                     | 東名ハイウェイバス：名古屋方面                                                                                         |                                |
| 12     | - ジェイアール東海バス - 西日本ジェイアールバス                                   | - 京阪神昼特急静岡号 - 京阪神ドリーム静岡号                                                                            |                                |
| 13     | - ジェイアール東海バス - ジェイアールバス関東                                     | 東名ハイウェイバス：東京方面                                                                                           |                                |
| 13     | - ジェイアール東海バス - ジェイアールバス関東 - しずてつジャストライン - 京王バス | 新宿 - 静岡線 |                                |
| 13     | ジェイアール東海バス                                                              | ドリーム静岡・浜松号                                                                                                   |                                |
| 13     | 富士急静岡バス                                                                    | 富士登山バス：富士宮口五合目方面                                                                                       | 夏季運行                       |
| 14     | しずてつジャストライン                                                            | - 富士山静岡空港静岡線（静岡エアポートライナー） - 特急静岡相良線                                                      |                                |
| 15     | （降車専用）                                                                      | （降車専用） | （降車専用）                   |
| 16     | しずてつジャストライン                                                            | - 大浜麻機線：麻機方面 - 中原池ヶ谷線：唐瀬方面 - 西部循環B線：中町回り                                                | 「西部循環B線」は運休中        |
| 17     | しずてつジャストライン                                                            | - 静岡横浜線（横浜ライナー号） - 静岡成田空港線 - 静岡大阪線（京都大阪ライナー）                                       |                                |
| 17     | - しずてつジャストライン - 山梨交通                                               | 静岡甲府線 |                                |
| 17     | 降車（各線）                                                                      | |                                |
| 18     | （降車専用）                                                                      | （降車専用） | （降車専用）                   |
| 19     | しずてつジャストライン                                                            | 西部循環B線：国道回り                                                                                                  | 運休中                         |

（「静岡駅前」バスのりば出典：）

#### 静岡駅南口
21番
- みなみ線

22番
- 石田街道線

（「静岡駅南口」バスのりば出典：）

## 映像作品での登場
テレビ朝日系で放映した刑事ドラマ、『西部警察 PART-II』の静岡ロケ「大追跡!!静岡市街戦－静岡・前篇－」（1982年8月8日放送、第10話）には、駅前にヘリコプターが着陸し、その中から石原裕次郎が降りるシーンがある。同シーンの撮影は1982年5月に行われた。なお、撮影当時は駅北口で駅前広場整備事業が行われていた。

## 隣の駅
新幹線各列車、東海道本線の特急「ふじかわ」（当駅始発）、寝台特急「サンライズ瀬戸」「サンライズ出雲」の隣の停車駅は各列車記事を、東海道本線の「ホームライナー沼津」「ホームライナー静岡」「ホームライナー浜松」の隣の停車駅は東海道線 (静岡地区)を、それぞれ参照のこと。
東海旅客鉄道（JR東海）
 東海道新幹線
新富士駅 - 静岡駅 - 掛川駅
CA 東海道本線
■快速（臨時列車扱い、下り到着列車のみ）
清水駅 (CA14) → 静岡駅 (CA17)
■普通
東静岡駅 (CA16) - 静岡駅 (CA17) - 安倍川駅 (CA18)

### 記事本文